# Carocho
O carocho é um homem mascarado de várias povoações de Terras-de-Miranda, Bragança e Moncorvo.
É um personagem da "festa da Velha e do Carocho", na aldeia Mirandesa de Constantim, uma
tradição pagã das festa do solstício de Inverno. O carocho anda mascarado para amedrontar os donos das casas e forçá-los a dar a esmola.